# Madjer Linares
Madjer Linares (San Vicente, El Salvador, 25 de enero de 1993), es un artista plástico salvadoreño. Reconocido por sus murales y retratos en gran formato realizados con aerosol (grafiti), ha desarrollado murales en El Salvador, Honduras, Guatemala, Nicaragua, Costa Rica y México.

## Biografía
Inició sus estudios en dibujo y pintura a los catorce años en la Fundación Educativa para las Artes (FUNDEARTES). A los diecisiete años comenzó a estudiar en la escuela de artes plásticas del maestro Cecilio Panameño (2010-2015). Paralelo a sus estudios en artes, ingresó a la Facultad de Ingeniería y Arquitectura de la Universidad de El Salvador en donde obtuvo el grado de arquitecto en el año 2019.
En el año 2010 comenzó a investigar y a experimentar el manejo del aerosol. Desde temprana edad le generó un profundo interés el movimiento urbano del grafiti. Esté lo llevó por un trayecto de aprendizaje en las calles de su país natal y algunas ciudades de Centroamérica, pasando por la elaboración de letras en diferentes estilos y colores, hasta desarrollar el dominio del aerosol en trazos, formas, texturas y volumen. A partir del año 2014 Madjer combina el graffiti de la calle con las técnicas académicas aprendidas en la escuela de artes plásticas, desarrollando el estilo realista.
Madjer ha plasmado su talento en diversas latitudes. México (Ciudad de México, Monterrey y Cancún) y Costa Rica han sido algunos de los destinos. Su calidad le ha permitido ser parte de festivales internacionales como el Meeting of Styles (MOS).